# Sabellida
Los plumeros de mar (Sabellida) son gusanos anélidos sedentarios tubícolas, caracterizados por tener una corona de filamentos branquiales coloridos alrededor de la boca. La corona plumosa de tentáculos es utilizada para atrapar el plancton y la materia suspendida en el agua; alimento que es ingerido por filtración y sin presencia de un órgano bucal real. Los tubos que fabrican son parecidos a pergaminos hechos con las partículas de su entorno, tales como granos de arena y fragmentos de conchas, los cuales son cementados utilizando secreción mucosa. 
Poseen un cuerpo alargado y dividido en región torácica y abdominal. Su prostomio está fusionado al peristomio y los parápodos son birrámeos con sedas simples y con uncinos. Ocasionalmemte no son tubícolas. Algunas especies características son el plumero gigante (Eudistylia polymorpha), el pavo real marino (Sabella pavonina), el gusano de abanico europeo (Sabella spallanzanii) y el gusano árbol de Navidad (Spirobranchus giganteus).
Las plumas de filamentos están organizados en una o más coronas o espirales, dependiendo de la especie o la edad del individuo, y con ellas atrapan pequeños animales y partículas traídas por la corriente. Los tubos mineralizados que fabrican pueden estar soldados a un sustrato o perforados en él (incluido al coral). Algunas de estas especies que son buscadas como cebo vivo para la pesca, están amenazadas localmente.

## Galería

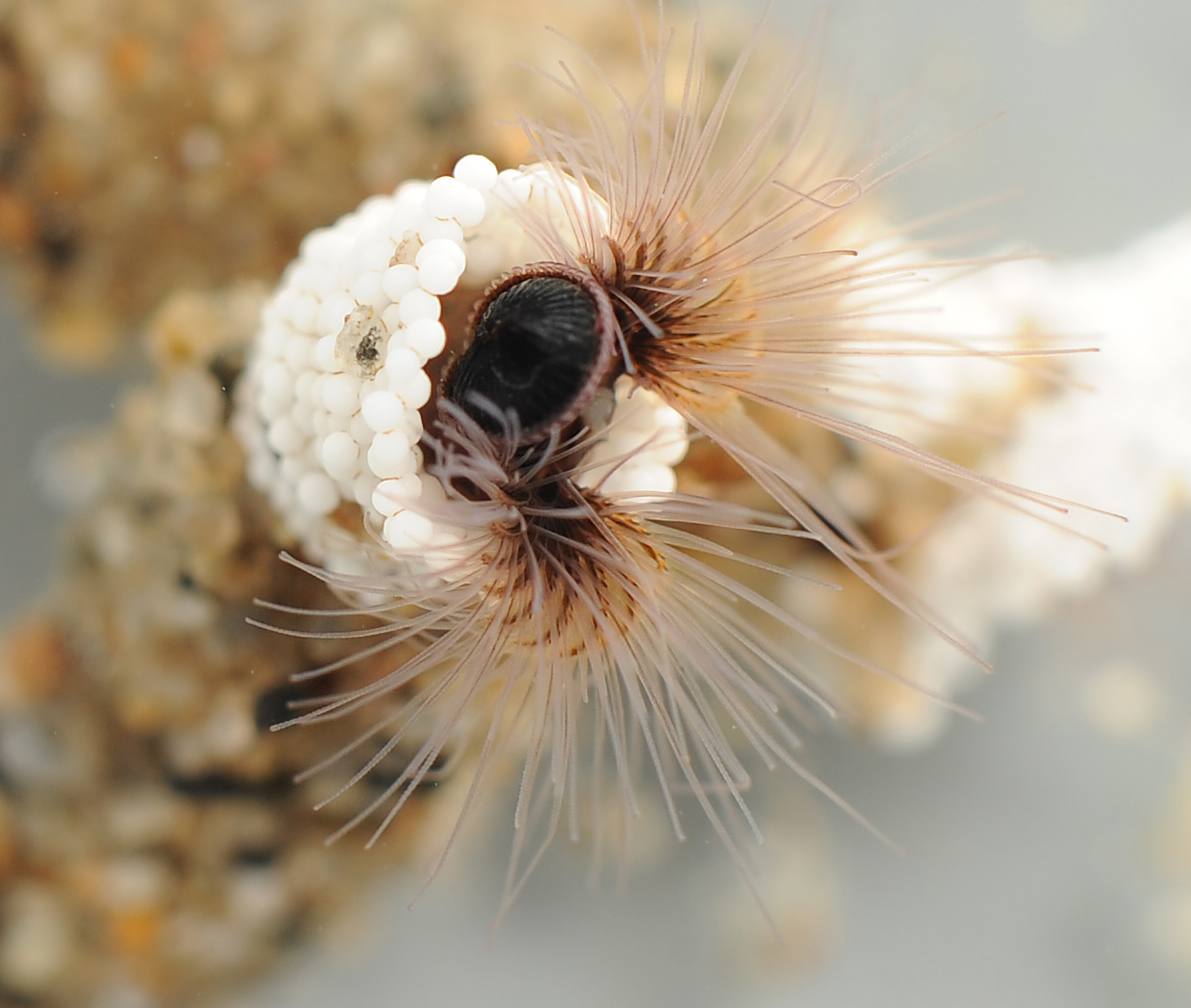
Phragmatopoma californica (Sabellariidae)
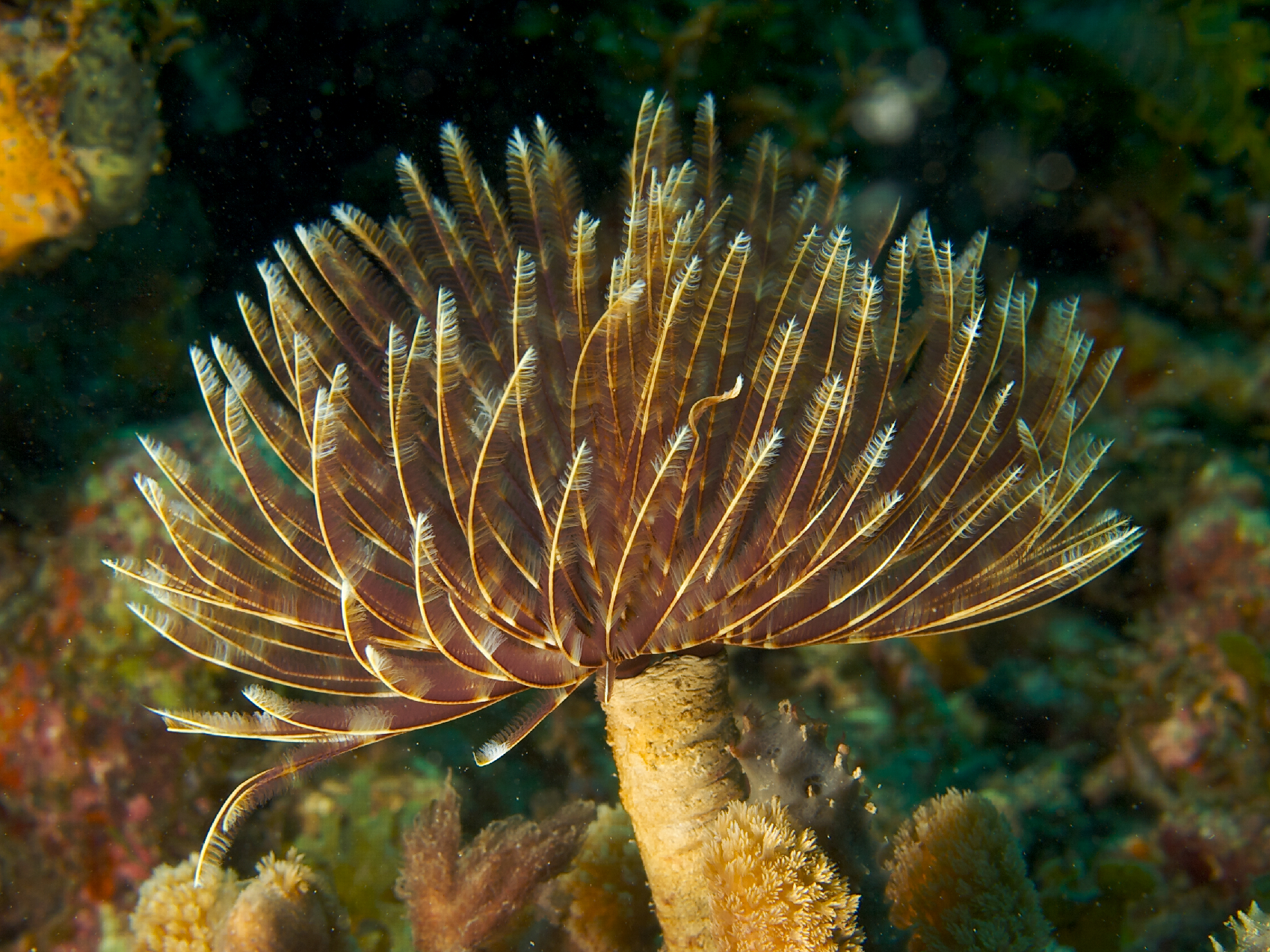
Sabellastarte magnifica (Sabellidae)
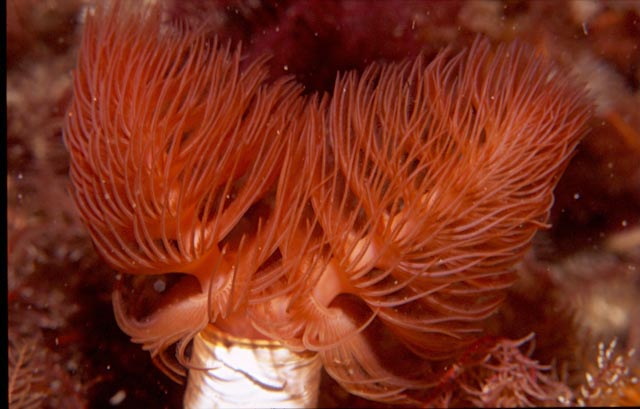
Ventilador rojo Protula bispiralis (Serpulidae)
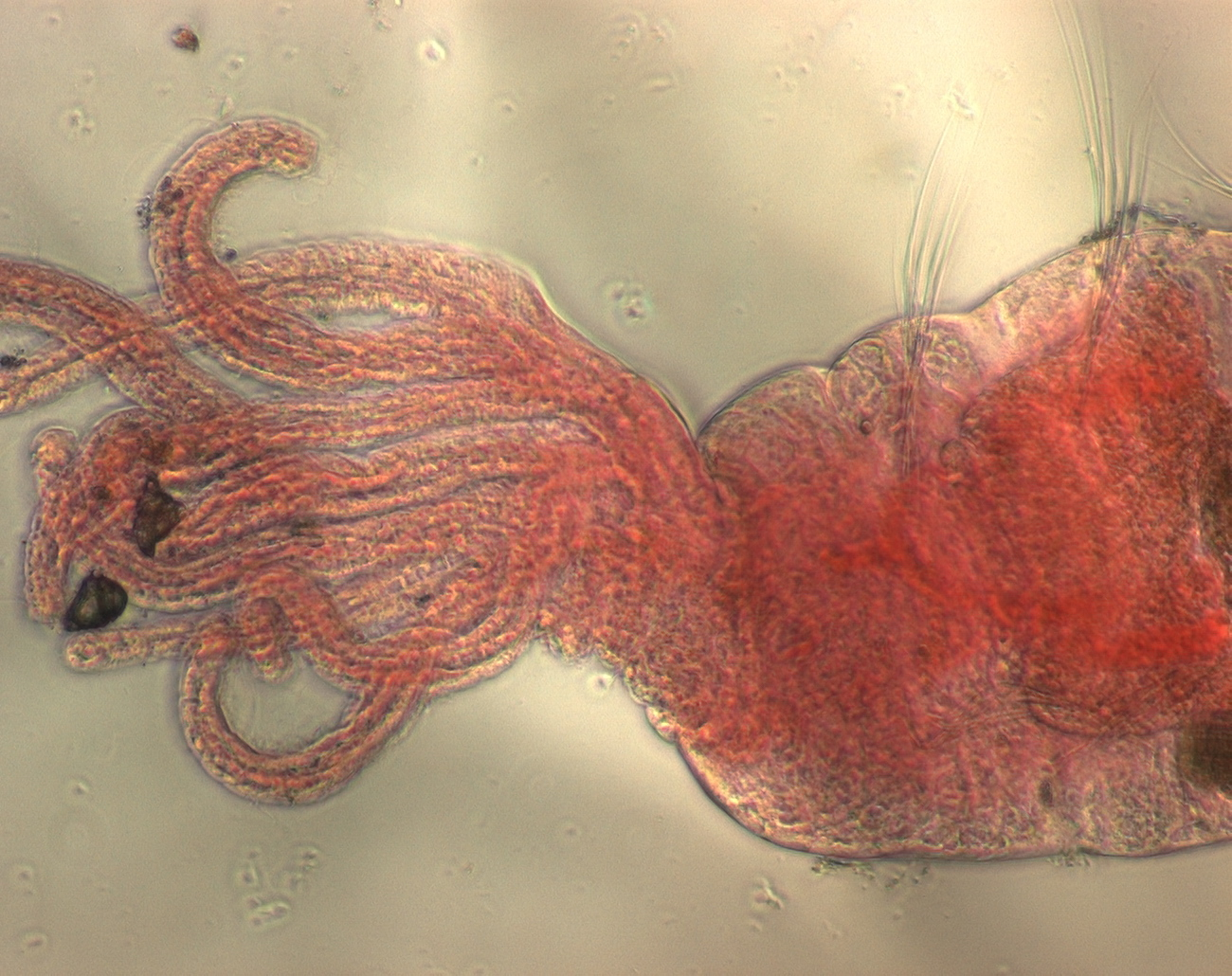
Manayunkia aestuarina (Fabriciidae)